# 懷特縣 (阿肯色州)
懷特县（英語：White County）是美国阿肯色州中部偏東的一個郡，面積2,700平方公里。根據2020年美國人口普查，共有人口76,822人。縣治瑟西（Searcy）。該縣成立於1857年12月22日，縣名紀念1836年代表輝格黨參選總統的候選人休-勞森·懷特（Hugh Lawson White）；另一說則來自懷特河。